# KSK Beveren
O Koninglijke Sport Kring Beveren (tradução literal: Real Sport Ring de Beveren) é um clube de futebol belga com sede na vila de Beveren, na província de Flandres Oriental. Disputa as suas partidas no G-terrein Freethielcomplex, que possui capacidade máxima para 700 espectadores.

## História
Fundado em 1 de julho de 1934, o Beveren só foi registado em 6 de setembro de 1935. O clube era famoso pela sua escola de goleiros que produziu jogadores como Jean-Marie Pfaff, Filip De Wilde, Geert De Vlieger, Erwin Lemmens e Tristan Peersman, todos convocados para defender a Seleção Belga. O meio-campista Wilfried Van Moer também vestiu a camisa do Beveren.
Na temporada 2006–07, o clube terminou em 18º e último lugar do Campeonato Belga e acabou sendo rebaixado.
Entre 2010 e 2022 o futebol masculino sénior esteve desativado.
O KSK Beveren é o primeiro clube de futebol da Bélgica totalmente controlado pelos adeptos e está vinculado aos princípios do Supporters Direct.

## Títulos
- Campeonato Belga: 2 (1978–79 e 1983–84)
- Segunda Divisão Belga: 4 (1966–67, 1972–73, 1990–91 e 1996–97)
- Copa da Bélgica: 2 (1977–78 e 1982–83)
- Supercopa da Bélgica: 2 (1979 e 1984)